# Schizachyrium rupestre
Schizachyrium rupestre là một loài thực vật có hoa trong họ Hòa thảo. Loài này được (K.Schum.) Stapf miêu tả khoa học đầu tiên năm 1918.